# Kozelets
Kozelets (en ukrainien : Козелец ; en russe : Козелец) est une commune urbaine de l'oblast de Tchernihiv, en Ukraine, et le centre administratif du raïon de Kozelets. Sa population s'élevait à 7 646 habitants en 2021.

## Géographie
Kozelets est arrosée par l'Oster, un affluent du Dniepr. Elle est située à 66 km — 70 km par la route — au sud-ouest de Tchernihiv et à 64 km au nord-est de Kiev.

## Histoire
Kozelets est mentionné en 1098 comme forteresse de la principauté de Kiev. Elle fit partie ensuite de la Union Pologne-Lituanie issue de l'Union de Lublin. La bourgade était au XVIIe siècle connue pour ses marchés, elle abritait aussi une sotnia ou centurie de cosaques, appartenant aux régiments cosaques de Tchernigov et Kiev de l'hetmanat cosaque qui exista jusqu'au XVIIIe siècle.
Kozelets obtint l'autonomie urbaine — droit de Magdebourg — en 1656, mais fut à demi détruite par les Tatars en 1669. Lorsqu'elle fut réunie à l'Empire russe, elle fit partie de la Petite Russie et du gouvernement de Tchernigov. Elle comptait 5 420 habitants en 1897.
Faisant partie de la république socialiste soviétique d'Ukraine, Kozelets est occupée par l'Allemagne nazie du 11 septembre 1941 au 17 septembre 1943. Pendant l'occupation, 125 Juifs sont fusillés. Le bourg comptait 2 000 Juifs avant la guerre, tous déportés ou expulsés par la suite.
Depuis 1991, Kozelets fait partie de l'Ukraine indépendante.
En février 2022, la ville est prise par les forces armées de la fédération de Russie dans le cadre de leur invasion de l'Ukraine.
En avril 2022, les forces ukrainiennes reprennent le contrôle de Kozelets, à la suite du retrait des troupes russes dans le nord de l'Ukraine,.

## Population
Recensements (*) ou estimations de la population :
| 1897* | 1923* | 1926* | 1959* | 1970* | 1979* |
| ----- | ----- | ----- | ----- | ----- | ----- |
| 5 141 | 3 895 | 3 479 | 5 774 | 7 431 | 8 416 |

| 1989* | 2001* | 2011  | 2012  | 2013  | 2014  |
| ----- | ----- | ----- | ----- | ----- | ----- |
| 9 545 | 8 916 | 8 251 | 8 220 | 8 189 | 8 153 |

| 2021  | - | - | - | - | - |
| ----- | - | - | - | - | - |
| 7 646 | - | - | - | - | - |

## Patrimoine
Ayant abrité un régiment de cosaques, Kozelets offre à l'admiration des amateurs d'architecture baroque plusieurs bâtiments intéressants, ainsi que des bâtiments néo-russes :
- La chancellerie du régiment, aujourd'hui hôtel de ville
- L'hôtel particulier Daragan
- L'église Saint-Michel (1784)
- L'église de l'Ascension (1864-66), aujourd'hui musée régional

Le monument le plus intéressant est l'église de la Nativité de la Vierge (milieu du XVIIIe siècle), construite par les architectes Kvassov (1720-1770) et Grigorovitch-Barsky (1713-1785)  sur un projet de Rastrelli.

## Personnalité
- Leib Moisseïevitch Zirelsohn (1859-1941), rabbin de la Bessarabie.
- Olessia Morhounets-Issaïenko, réalisatrice, y est née en 1984.